# Kevin John Hogarth
Kevin John Hogarth (* 10. Februar 1934; † 11. Februar 2022 in Mildura) war ein australischer Boxer. Er gewann bei den Olympischen Spielen 1956 in Melbourne eine Bronzemedaille im Weltergewicht.

## Werdegang
Kevin Hogarth erzielte seinen ersten bemerkenswerten Erfolg als Boxer bei der australischen Meisterschaft 1955 in Hobart. Er erreichte dort das Finale im Halbmittelgewicht, in dem er allerdings gegen Claude Walsh verlor. Im Oktober 1956 sicherte er sich die Startberechtigung bei den Olympischen Spielen dieses Jahres durch einen Sieg beim australischen Olympia-Ausscheidungsturnier in Melbourne. Er gewann dabei im Weltergewicht über John Tapp und John Zorz jeweils nach Punkten.
Im olympischen Boxturnier in Melbourne kam er zu Siegen über Graham Finlay, Neuseeland und Andras Döri, Ungarn. Im Halbfinale verlor er gegen Frederick Tiedt aus Irland. Durch das Erreichen des Halbfinales hatte er aber schon eine olympische Bronzemedaille gewonnen.
1957 wurde Kevin Hogarth australischer Meister im Halbmittelgewicht.
1958 ging er bei den 6. Commonwealth Games (British Empire Games) in Cardiff an den Start. Er besiegte dort im Halbmittelgewicht Francis Nyangweso aus Uganda nach Punkten, unterlag aber im anschließenden Kampf im Viertelfinale gegen Stuart Pearson aus England nach Punkten. Er erreichte mit diesen Ergebnissen den 5. Platz.
Nach diesen Meisterschaften beendete er seine Laufbahn als Amateurboxer. Profiboxer ist er nie geworden.
Erläuterungen
- OS = Olympische Spiele
- Weltergewicht, damals bis 67 kg, Halbmittelgewicht bis 71 kg Körpergewicht